# Беловинский, Леонид Васильевич
Леони́д Васи́льевич Белови́нский (род. 12 апреля 1942, Шадринск, Челябинская область) — советский и российский историк, педагог, специалист по истории повседневности и истории материальной культуры, автор ряда учебных пособий и популярных книг, включая энциклопедические словари по истории русского дореволюционного и советского быта, доктор исторических наук, профессор.

## Биография
Леонид Васильевич Беловинский родился 12 апреля 1942 года в городе Шадринске Челябинской области, ныне город областного подчинения Курганской области.
Трудовую деятельность начал в 1960 году.
В 1968 году окончил исторический факультет Московского государственного университета имени М. В. Ломоносова по специальности «историк».
В 1970—1972 учился в аспирантуре и в 1973 защитил диссертацию на соискание учёной степени кандидат исторических наук по теме «Наделы и повинности бывших крепостных крестьян в Вологодской, Вятской и Олонецкой губерниях накануне и после реформы 1861 года».
В 1972—2002 годах — старший преподаватель, доцент, профессор, заведующий кафедрой музееведения Московского государственного университета культуры.
С 2002 года — профессор Российского государственного гуманитарного университета по кафедре музеологии и профессор кафедры музейного дела Академии переподготовки работников искусства, культуры и туризма.
В 2003 году защитил диссертацию на соискание учёной степени доктора исторических наук по теме «Культурно-исторические аспекты повседневности: Содержание, структура и динамика».
С 2012 года профессор кафедры истории, истории культуры и музееведения социально-гуманитарного факультета Московского государственного института культуры.

## Научная работа
Его работы значительно расширили информационно-справочную базу историографии повседневности. Изучая повседневность, он развивает направление, начатое Ю. М. Лотманом, расширяя понятие повседневного путём включения в неё техник досуга, религиозности, рассматривая то, что он называет «разными уровнями повседневности» (к примеру техники сна и другие техники тела, праздники и т. д.).

## Награды и премии
- Заслуженный работник культуры Российской Федерации, 27 декабря 1999 года[8]
- Медаль «В память 850-летия Москвы», 1997 год[9]
- Медаль «200 лет со дня рождения Метрополита Макария (Булгакова)» № 64, 1 октября 2016 года
- Лауреат премии памяти митрополита Московского и Коломенского Макария по номинации «За достижения в популяризации научно-исторических знаний» за 2014—2015 гг., за труд «Жизнь русского обывателя» в 3 книгах[10].

## Научные труды

### Монографии
- Беловинский Л. В. Жизнь русского обывателя: Ч. 1. Изба и хоромы. — М.: Кучково поле, Икс-Хистори, 2012. — 400 с.
- Беловинский Л. В. Жизнь русского обывателя: Ч. 2. – На шумных улицах градских. — М.: Кучково поле, Икс-Хистори, 2012. — 456 с.
- Беловинский Л. В. Жизнь русского обывателя: Ч. 3. – От дворца до острога. — М.: Кучково поле, Икс-Хистори, 2014. — 557 с.

### Пособия
- Беловинский Л. В. С русским воином через века. — М.: Просвещение, 1992. — 272 с. — 47 000 экз. — ISBN 5-09-001905-3.[11]; 2-е издание, Печатные Традиции, 2009, — 352 с. — 3000 экз. — ISBN 978-5-91561-026-1[12]
- Беловинский Л. В. История русской материальной культуры. — М.: Изд-во Моск. гос. ун-та культуры, 1995. — 105 с. — 3000 экз. — ISBN 5-85652-032-7.[13]
- Беловинский Л. В. История русской материальной культуры. — М.: Изд-во Моск. гос. ун-та культуры, 1995. — 127 с. — 3000 экз. — ISBN 5-85652-032-7.[14]
- Беловинский Л. В. К истории православной церкви. — М.: МГИК, 1992. — 85 с. — 1000 экз. — ISBN 5-7196-0652-1.[15]
- Беловинский Л. В. Культура русской повседневности: Учебное пособие. — М.: Высшая школа, 2008. — 767 с.
- Беловинский Л. В. История советской материальной культуры: Учебное пособие. — М.: МГУКИ, 2012. — 312 с.
- Беловинский Л. В. История русской материальной культуры: Учебное пособие. — 2-е, испр. и доп. — М.: Форум, 2015. — 519 с.

### Словари и энциклопедии
- Беловинский Л. В. Российский историко-бытовой словарь. — М.: Студия «Тритэ» «Российский архив», 1999. — 528 с. — ISBN 5-86566-020-9.
- Беловинский Л. В. Энциклопедический словарь российской жизни и истории. — ОЛМА-ПРЕСС. Образование, 2004. — 864 с. — (Библиотека школьника. Учебные словари). — 5000 экз. — ISBN 5-94849-537-X.[16]
- Беловинский Л. В., Байбурин А. К., Конт Ф. Полузабытые слова и значения: словарь русской культуры XVIII-XIX веков / Отв. ред. А. Байбурин, Н. Решетников / Изд. Университета Париж - Сорбонна и Европейского университета в Санкт-Петербурге при поддержке РГНФ и Assotiation Henri Durand (France). — СПб., М.: Европейский дом: Знак, 2004. — 680 с.
- Беловинский Л. В. Историко-бытовой словарь русского народа. XVIII – начало XX в.. — М.: Эксмо, 2007. — 783 с.
- Беловинский Л. В. Энциклопедический словарь истории советской повседневной жизни. — Новое литературное обозрение, 2015. — 776 с. — 1000 экз. — ISBN 9785444803783.